# 亨利·M·杰克逊号潜艇
亨利·M·杰克逊号潜艇（USS Henry M. Jackson SSBN-730），是美國海軍俄亥俄级核潜艇的五號艦。1977年6月6日，美国海军与位于康涅狄格州格罗顿的通用动力下属公司电船公司签署建造该艦的合同，當時按计划本将新艦命名為罗得岛号；1981年1月19日，建造方开始铺设潜艇的龙骨。1983年9月1日，来自华盛顿州的参议员亨利·M·杰克逊去世，軍方臨時決定將建造中的SSBN-730以参议员之名命名，而使得该潜艇成为美国海军唯一一艘以参议员之名命名的潜艇，也是同級艦中唯一一艘未以美国各州之名命名的特例。作为递补，軍方改將SSBN-740命名為罗得岛號，而成為美国海军第三艘以该州命名的军舰。
亨利·M·杰克逊号于1983年10月15日下水，下水仪式由杰克逊之女安娜·玛丽·杰克逊（Anna Marie Jackson）主持。1984年10月6日，R·廷德尔（R.Tindal）和M·A·法莫（M.A.Farmer）分别被任命为“蓝組”和“金組”船员的指挥官。